# Conjunto arqueológico de Acusa
El conjunto arqueológico de Acusa se encuentra en la isla de Gran Canaria (Canarias, España). Se localiza en el área Noroeste de la Cuenca de Tejeda, dentro del municipio de Artenara. Constituyó uno de los núcleos poblacionales de los antiguos canarios más importantes, existiendo gran cantidad de evidencias muebles e inmuebles, tales como cuevas de habitación, graneros, enclaves sepulcrales, etc., con un grado desigual de conservación. 
En 2010 fue declarado Bien de Interés Cultural con categoría de Zona Arqueológica.
La mayoría de los restos arqueológicos se encuentran en la fortaleza natural de Acusa, que es una meseta de paredes verticales. Se encuentra delimitada por los barrancos de Tejeda y El Merino. Ambos se unen para confluir en el Barranco Grande. Este hecho le confiere una posición estratégica por el gran dominio visual de casi toda la cuenca de Tejeda y por ser paso natural hacia la costa a través del citado barranco.
La Vega, si bien constituyó parte importante y vital para los antiguos pobladores, hoy en día no conserva yacimientos arqueológicos destacables.

## Yacimientos principales

### Los Corrales de Acusa
Está formado por 9 cuevas distribuidas en dos niveles, localizadas bajo un gran solapón natural al este de la meseta. La mayor parte de ellas son artificiales. En el primer nivel se pueden apreciar restos de muros más recientes, para guardar el ganado, en lo que probablemente fueron cuevas-vivienda. 
De todo el conjunto destacaremos 2 cuevas por contener manifestaciones rupestres consistentes en pinturas. Los colores blanco y rojo conforman la decoración de las citadas estancias.

### Acusa Seca

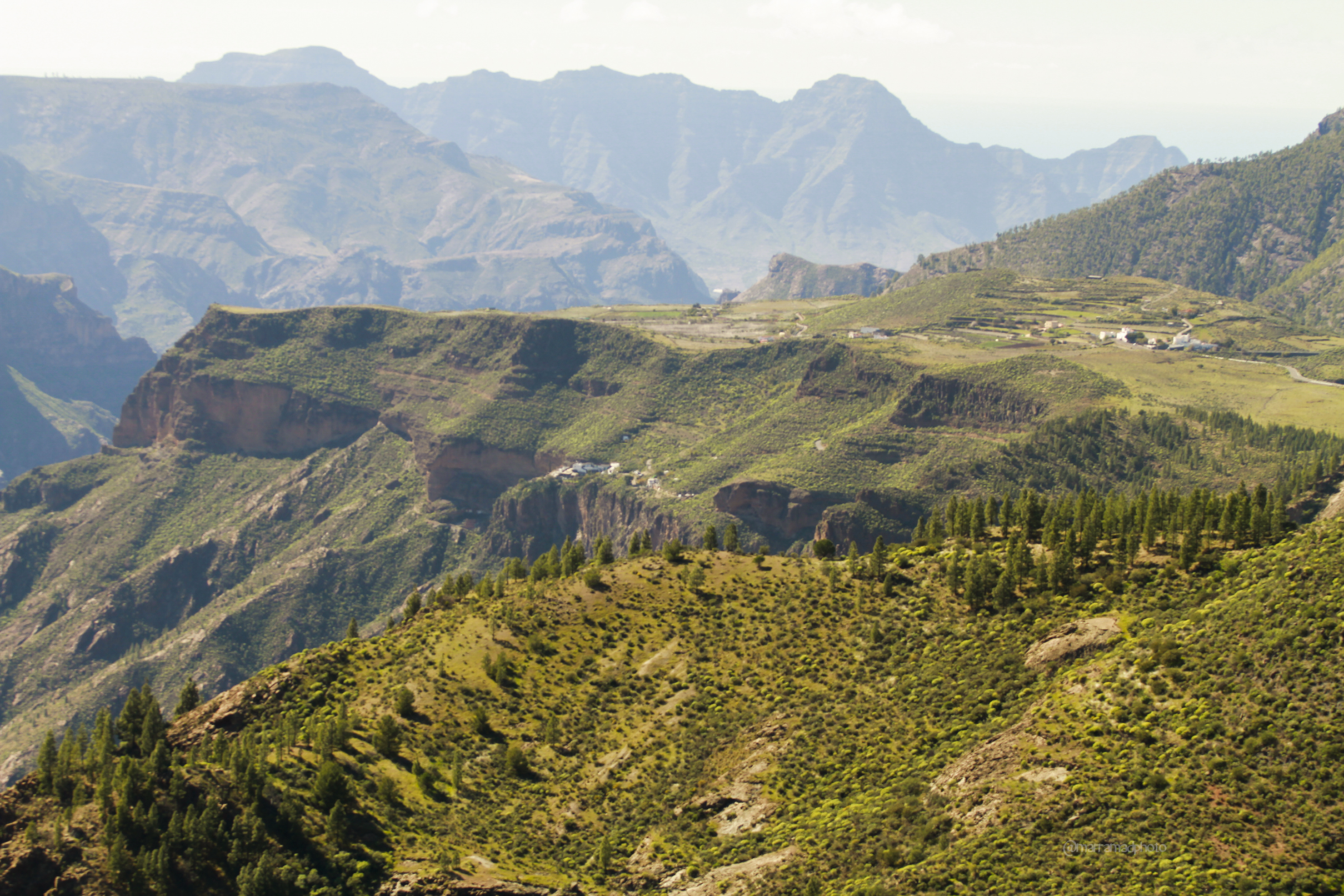

Dejando atrás Los Corrales, y siguiendo en dirección sur, nos encontramos con el asentamiento troglodita de Acusa Seca, excavado en la base de un saliente natural. Está conformado por unas 40 cuevas, la mayoría de habitación, muy cerca de un granero fortificado. Aparte de las razones geológicas propicias para la elección de este lugar como gran asentamiento, era el único lugar que tenía nacientes de agua permanentes.
De entre todas las construcciones de Acusa Seca cabe destacar la Cueva-Ermita, fácil de distinguir del resto por presentar un hueco sobre la puerta a modo de claraboya, en donde, según cuenta la tradición, había instalada una campana. Es probable que esta cueva-ermita tenga su origen en la entrada de los franciscanos que, a mediados del siglo XIV, se establecieron en La Aldea. Al parecer, primero fue advocación de San Juan y luego de la Virgen de La Candelaria hasta 1675, año en el que se decide construir una nueva ermita.

### El Álamo
A partir de Acusa Seca, y dirigiéndonos hacia el oeste, nos encontramos con el poblado de El Álamo, comprendido entre la Cruz del Álamo y La Candelaria. Está conformado por el imponente granero de El Álamo en cuya base hay 3 cuevas naturales (una de ellas con zócalo pintado de rojo almagre sobre blanca argamasa) y, más hacia el suroeste, un poblado formado por 14 cuevas naturales (una de ellas es una cueva-habitación con restos de almagre).
Está formado por 2 niveles. Al primero de ellos se accede por un hueco excavado el cual podía cerrarse desde dentro. En el suelo hay 4 grandes silos circulares excavados en la toba. Al fondo del solapón hay un estrecho hueco abierto al vacío por el que, parece ser, se accedía al segundo nivel. Para poder subir a la parte superior se precisa material de escalada. Arriba nos encontramos con unos 17 silos rectangulares.

### La Candelaria
Está formado por unas 22 cuevas artificiales distribuidas en 4 niveles, entre las que hay que destacar 2 cuevas por contener manifestaciones rupestres relevantes.
La Cueva pintada n.º 7 está localizada en la base de la parte central del poblado, tiene planta cruciforme, en la que se aprecian las dos estancias artificiales pintadas de almagre. Al fondo de la cueva existe un altillo.
La denominada Cueva de Las Estrellas por el Grupo Universitario de Montaña, está situada en medio del granero de La Candelaria. Es una cueva artificial con un aposento excavado en el fondo de la pared izquierda. Las paredes presentan un punteado blanco sobre un fondo ennegrecido intencionadamente. Es la única cueva pintada del granero. En el suelo aparecen varias cazoletas excavadas en la roca. Parece ser que estamos ante un granero que, a la vez, tuviera que ver con rituales relacionados con la agricultura, habida cuenta de que se halló un hueco taponado con una piedra porosa en cuyo interior se encontraron varias espigas y semillas de cebada. Ante esta hipótesis, el arqueólogo Julio Cuenca plantea que las marcas blancas que decoran su interior tendrían que ver más con semillas que con estrellas.
El granero de La Candelaria, hoy inaccesible , está formado por 7 cuevas en cuyo interior se excavaron uno o varios silos. Hay que destacar que en una de estas cuevas se encontró un sello pintadera triangular que se encuentra en el Museo Canario. Como ya comentamos, la cueva más importante de este granero es la Cueva de Las Estrellas.

### El Hornillo
Está situado entre La Cruz de La Esquina y Fortamaga. Se encuentra distribuido en 4 niveles, los tres superiores sin acceso actualmente. La mayoría de las cuevas se concentra en el primer nivel: 29 cuevas, de las cuales 18 eran viviendas. Estuvieron reutilizadas hasta no hace mucho y, junto con Acusa Seca, eran los poblados más habitados. Francisco Suárez, vecino de Acusa Verde, volvió de Cuba a finales del siglo XIX e invirtió sus ahorros en la finca de La Vica, donde plantó caña de azúcar. Instaló un alambique para elaborar ron y azúcar que posteriormente se vendía en Agaete. Hoy en día se conservan las pozas donde se hacían el azúcar y el ron.
En el nivel II se encuentra uno de los conjuntos más destacados, formado por dos cámaras principales comunicadas entre sí. Una de ellas presenta una compleja planta formada por un espacio central del que se abren 4 aposentos con tendencia cuadrangular, con sistemas de cierre en las entradas. Tres de estos aposentos presentan, en la entrada, una banda de rojo almagre a modo de marco, además de un zócalo del mismo color que recorre las citadas estancias. Pudiera tratarse de un granero.
En el mismo nivel se encuentra otra importante cueva que forma parte de un granero que está afectado por un fuerte desprendimiento. En el techo se conserva una composición pictórica compleja realizada con pigmento blanco sobre el fondo negro ahumado del techo. Está compuesta por una serie de dibujos geométricos: triángulos, rectángulos y círculos con puntos en el centro.

### Fortamaga
En el suroeste de la Mesa de Acusa se encuentra este asentamiento formado por 9 cuevas, de las cuales 6 parecen vivienda. No se han podido prospectar por encontrarse cerradas. Se identifican por tener sus puertas de tea pintadas de verde.
Ante la falta de bibliografía, para la realización de este recorrido por los poblados de la Mesa de Acusa, nos hemos basado en los estudios realizados por el arqueólogo don Julio Cuenca, verdadero conocedor de nuestro municipio por el trabajo que ha realizado, durante muchos años, en la arqueología de Artenara, entre otros lugares. 
Cabe destacar que de Acusa se ha sacado una parte importante de las momias que se encuentran actualmente en el Museo Canario, lo que da muestra de la importancia de este gran asentamiento.